# Дубровина (присілок)
Дубро́вина (рос. Дубровина) — присілок у складі Тугулимського міського округу Свердловської області.
Населення — 75 осіб (2010, 99 у 2002).
Національний склад станом на 2002 рік: росіяни — 96 %.